# 半島師奶

《半島師奶》系列動畫第一季

半島師奶（英語：Pundusina）是澳門的原創IP品牌，由插畫師梁健與多媒體設計師勞嘉翠二人共同創辦，內容涵蓋漫畫、插畫、動畫、周邊商品及聯乘合作。

## 概要
半島師奶系列角色出現源於2013年在Facebook同名專頁，其專頁最初主要發佈以「施氏一家」為主角的漫畫和插畫內容，故事以他們在半島生活的點滴和各種趣事，其後陸續與本地的不同的機構、公司以及政府部門聯乘合作。於2017年與香港大眾書局出版插畫旅遊書《澳門師奶地道遊》，2019年2月推出由作者二人共同創作的同名系列動畫片第一季，2020年8月「半島師奶」首度立體化創作，於龍環葡韻設置立體藝術裝置。於2020年9月推出同名系列動畫片第二季，2021年6月推出同名系列動畫片第三季。

## 主要角色

### 施師奶／施太
配音：李嘉美
49歲的中年女性，廣東人仕，20歲時和丈夫施叔一起來澳定居，任職家庭主婦。精打細算，擅於做家務和煮菜，是施家的一家之主。性格開朗，而且知足常樂，做事有恆心，決不輕易放棄，是師奶界的典範。

### 施叔
配音：Ben叔
51歲的中年男性，廣東人仕，和師奶同一鄉下，結婚後便來澳定居，任職巴士司機。為人老實和善，隨和，有點呆，愛笑愛吃，也愛遵守規矩，所以也會有認真的一面。在家中樂於幫忙做家務，加上性格隨和，無論大事小事，都交由家中各人決定，所以在家中的地位是最低等的。

### 施欣
配音：勞嘉翠
19歲的少女，師奶和施叔的大女兒，就讀半島學院。外貌比較像施叔，但性格則比較像師奶，脾氣差，想法和處事都直來直往，行為粗魯，不愛思考，但身體強壯，典型的「四肢發達，頭腦簡單」。

### 施明
配音：李嘉瀚
17歲的少男，師奶和施叔的細兒子，就讀半島中學。外貌比較像師奶，性格溫柔，細心，頭腦精明，在學校很受女生歡迎。

### 多寶
施家領養回來的一隻有着白口罩、白領巾、白肚兜和白襪子的橘貓，在施家是神一般的地位。，話很多，很愛插嘴。

### 阿菜
施太的心靈食糧，也是施家的主要食材，但不想被吃，希望施家餐餐大魚大肉。

### 淋肉 / 靚老鼠
在半島師奶動畫有關淋肉的角色設定是行蹤神秘的超自然生物，總是在奇妙的時間和地點出現，做一些讓人出乎意料的事情，一般人並不會看見牠們。

## 其他角色

### 戴丁燎 / Daniel
配音：梁健
富二代，施明同學兼好友，性格有點自戀、神經質和喜愛依賴別人（特別是施明），是個典型的「巨嬰」。

### 小慧
配音：李嘉美
施明同學，有點雙重人格，暗戀施明。

### 麥兒
配音：李嘉儀
施明同學，有看得見淋肉的能力，暗戀施明。

### 王家謙
配音：梁展鴻
施明同學，王嘉軒雙胞胎兄弟。

### 王嘉軒
配音：梁展鴻
施明同學，王家謙雙胞胎兄弟。

### 雷寶怡
配音：李嘉儀
施欣同學兼閨蜜，說話經常一針見血，是個性格強勢的女漢子。

## 作品

### 漫畫
漫畫作品最初出現於Facebook同名專頁，由2016年起於CyberCTM連載，內容以「施氏一家」在半島生活的點滴和各種趣事。

### 插畫
插畫作品與漫畫作品一樣最初出現於Facebook同名專頁，由2014年起於《新生代》月刊連載，內容以生活時事為主。2017年與香港大眾書局合作出版插畫遊記《澳門師奶地道遊》，同年與HyCom 澳門業餘漫畫社合作出版繪本作品《玻璃面具的夢》。2023年與皇冠出版社（香港）有限公司合作出版插畫節慶文化書籍《GOGO慶慶：香港節慶四圍遊》，榮獲香港教育城第廿一屆“十本好讀”的小學組教師推薦好讀第七位。
| 書名                         | 出版日期   | ISBN                   |
| ---------------------------- | ---------- | ---------------------- |
| 《澳門師奶地道遊》           | 2017年7月  | ISBN 978-988-77200-7-2 |
| 《玻璃面具的夢》             | 2017年11月 | ISBN 978-99965-752-4-2 |
| 《GOGO慶慶：香港節慶四圍遊》 | 2023年7月  | ISBN 978-988-216-733-9 |

### 動畫
《半島師奶》系列動畫目前一共推出了三季及前傳，前傳於澳門影像新勢力2015首映，2017年製作第一季，於2019年2月9日在戀愛・電影館舉行動畫首映禮，其後獲邀到各地影展放映。
第二季於2020年9月推出，第三季於2021年6月30日推出，均於「半島師奶」Facebook, YouTube（页面存档备份，存于）, IGTV中播放。
- 主題曲

「師奶最強」作曲填詞：李峻一
- 播放電視台

2019年2月15日至3月15日期間，澳門廣播電視股份有限公司每逢星期五早上八時於澳門早晨節目中播出。
| 前傳總集數 | 片名     | 播放日期  |
| ---------- | -------- | --------- |
| 1          | 施家餸   | 2015年7月 |
| 2          | 施家𨋢   | 2015年7月 |
| 3          | 覺得困擾 | 2015年7月 |
| 4          | 光纖電鰻 | 2015年7月 |

| 第一季總集數 | 片名           | 播放日期      |
| ------------ | -------------- | ------------- |
| 1            | 師奶易嬲又易氹 | 2019年2月15日 |
| 2            | 施叔係好男人？ | 2019年2月22日 |
| 3            | 施欣想考電單車 | 2019年3月1日  |
| 4            | 神秘的施明     | 2019年3月8日  |
| 5            | 屋企有老鼠啊   | 2019年3月15日 |

| 第二季總集數 | 片名             | 播放日期       |
| ------------ | ---------------- | -------------- |
| 1            | 「塞」控媽子     | 2020年9月9日   |
| 2            | 跌入煩間的施明   | 2020年9月16日  |
| 3            | 十個光頭九個富   | 2020年9月23日  |
| 4            | 心裡有個謎       | 2020年9月30日  |
| 5            | 黑色稱奇怡       | 2020年10月7日  |
| 6            | 陰溝你翻船       | 2020年10月14日 |
| 7            | 爛姐爛弟         | 2020年10月21日 |
| 8            | 武愛泛濫         | 2020年10月28日 |
| 9            | 沃親我阿媽（上） | 2020年11月4日  |
| 10           | 沃親我阿媽（下） | 2020年11月11日 |

| 第三季總集數 | 片名           | 播放日期       |
| ------------ | -------------- | -------------- |
| 1            | 半島女神       | 2021年6月30日  |
| 2            | 小綿羊大改造   | 2021年7月14日  |
| 3            | 我的志願       | 2021年7月29日  |
| 4            | 知己阿菜的誕生 | 2021年8月13日  |
| 5            | 無形的重擔     | 2021年9月2日   |
| 6            | 大外孫         | 2021年9月16日  |
| 7            | 師奶自強       | 2021年10月6日  |
| 8            | 育兒煩惱       | 2021年10月24日 |
| 9            | 深入敵陣       | 2021年11月10日 |
| 10           | 打破枷鎖       | 2021年12月1日  |

## 外部連結
- 半島師奶的Facebook粉專
- 半島師奶的Instagram
- 半島師奶的YouTube頻道 （页面存档备份，存于）
- 半島師奶的Pinkoi設計館 （页面存档备份，存于）